# Puszta
Puszta o estepa panònica (aquest segon terme inclou també les vegetacions estèpiques que es troben en parts d'Eslovàquia i d'Àustria) és un bioma de praderia que es troba a la Gran Plana d'Hongria al voltant del riu Tisza a l'oest d'Hongria i també al Burgenland d'Àustria. La puszta d'Hongria és un enclavament de l'Estepa euroasiàtica, una part aïllada de la gran "Estepa de Rússia".
Ocupa una superfície d'un 50.000 km² sota un clima continental. El seu paisatge característic el componen planes sense arbres, estepes salines i llacs salins, i inclou dunes de sorra disperses, boscos humits i zones d'aiguamolls d'aigua dolça al llarg de planes d'inundació d'antics rius.

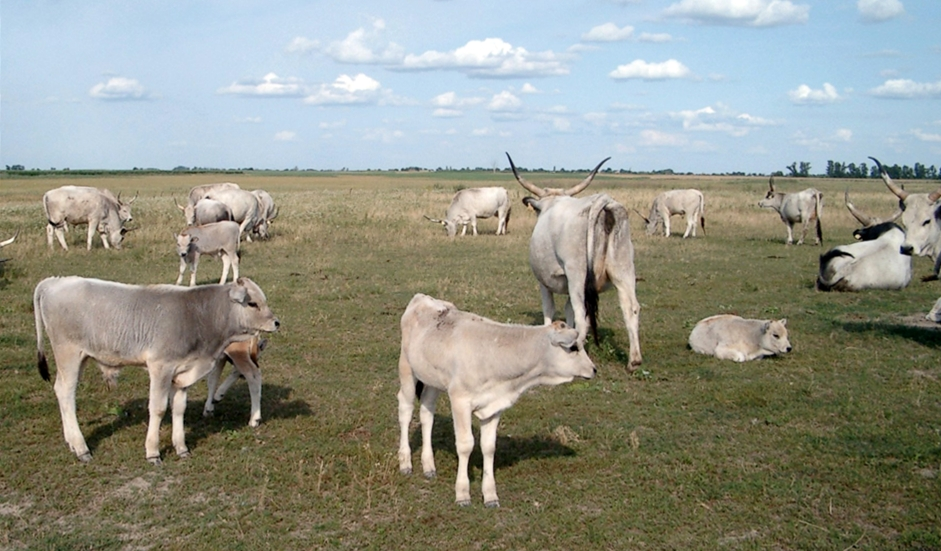
Les vaques grises de raça hongaresa, típiques de la puszta, es conserven a Hortobágy i altres parcs nacionals

## Nom
La paraula puszta significa "planes" en hongarès i prové de l'adjectiu que significa "estèril, buit". Panònica fa referència a la regió històrica del Danubi de Pannònia.

## Fauna
Hi ha 300 espècies d'ocells.

## Història
La puszta és un paisatge estepari d'origen antròpic format a partir dels boscos que l'ocupaven en temps prehistòrics, com mostren l'anàlisi dels sòls (amb restes de cendres de fusta d'espècies arbòries) i els registres històrics on es pot seguir l'aclariment progressiu. Ja els pobladors prehistòrics i de l'edat antiga van artigar els boscos a gran escala, i a la caiguda de l'Imperi Romà la migració de pobles ramaders va crear les primeres estepes veritables a la zona, ja que el bosc que creix sobre la sorra no es pot renovar en zones pasturades. Cap al segle xiii la tendència s'inverteix, amb la plantació i el conreu de boscos per obtenir-ne fusta, però als segles xvi i xvii, durant el domini turc, es produeix un gran creixement de l'estepa, en despoblar-se el país i dedicar-se a la pastura. Finalment, al segle xviii, es van construir dics a les ribes dels rius per evitar inundacions i es van drenar els pantans i els aiguamolls desapareguts es van afegir a la puzsta. Actualment la major part està dedicada al conreu i l'estepa només es pot veure en pocs llocs, com per exemple al parc nacional d'Hortobágy.